# Javier Rabanal
Javier Rabanal Hernández (San Cristóbal de La Laguna, Canarias, España, 19 de abril de 1979) es un exfutbolista y entrenador español de fútbol. Actualmente dirige al Independiente del Valle de la Serie A de Ecuador.

## Carrera
Nacido en San Cristóbal de La Laguna, Santa Cruz de Tenerife, Islas Canarias, Rabanal jugó en el C. D. Maspalomas y en el C. F. Regla durante su etapa juvenil, antes de comenzar su carrera como entrenador en 1998, cuando asumió el cargo del equipo femenino de este último club. Más tarde trabajó en clubes locales como San Gerardo C. F. , C. D. Laguna, U. D. Esperanza, Atlético Pinar C. F., C. D. Candela, U. D. Las Zocas, U. D. Los Llanos de Aridane y C. A. Victoria, ya sea como entrenador de juveniles o como asistente.
La primera experiencia de Rabanal como entrenador principal se produjo en 2011, cuando asumió el mando del Atlético Restinga en la Primera Interinsular-Tenerife. Tras evitar el descenso con el equipo, regresó al Laguna al año siguiente, siendo nombrado entrenador del equipo juvenil en la División de Honor Juvenil.
En 2014, Rabanal volvió al Esperanza, ahora denominado C. D. Zamorano Esperanza, como entrenador del primer equipo también en la sexta división. Lideró al club hacia un ascenso en su primer año, y dejó el cargo en 2016 para trabajar en Canadá y China, en la Futuro Soccer Academy y la Leyi Academy, respectivamente.
En 2018, Rabanal se trasladó a los Países Bajos para unirse al Willem II, inicialmente como entrenador del equipo sub-19 y posteriormente dirigiendo al equipo de reservas en la Beloften Eredivisie. El 10 de febrero de 2022, acordó unirse al PSV Eindhoven para la siguiente temporada, como asistente de Ruud van Nistelrooy en el Jong PSV; Willem II anunció el movimiento el 3 de marzo.
El 30 de marzo de 2022, sin embargo, el PSV anunció que Van Nistelrooy sería el entrenador del primer equipo para la temporada 2022-23, con Rabanal como su asistente. Rabanal dejó el club tras la renuncia de Van Nistelrooy y se trasladó a Ecuador el 15 de enero de 2024 para asumir el mando del equipo filial del Independiente del Valle, el Independiente Juniors, en la Serie B.
Rabanal llevó al Independiente Juniors a la cuarta posición en la Serie B 2024, antes de ser nombrado entrenador del primer equipo el 21 de diciembre.

## Clubes

### Como futbolista
| Club        | País   |
| ----------- | ------ |
| Maspalomas  | España |
| Regla C. F. | España |

### Como entrenador
| Club                                                                                  | País         | Año           |
| ------------------------------------------------------------------------------------- | ------------ | ------------- |
| Regla C. F. (Categoría Cadete Primera)                                                | España       | 1999-2000     |
| San Gerardo C. F. (Infantil Preferente)                                               | España       | 2000-2002     |
| C. D. Laguna (Segundo entrenador)                                                     | España       | 2002-2003     |
| U. D. Esperanza (Juvenil)                                                             | España       | 2003-2004     |
| Atlético Pinar (Segundo Entrenador y Preparador Físico)                               | España       | 2004-2005     |
| C. D. Candela (Segundo Entrenador y Preparador Físico)                                | España       | 2005-2007     |
| U. D. Las Zocas (Labores de Scouting)                                                 | España       | 2007          |
| Escuela de Fútbol Martín Marrero                                                      | España       | 2008          |
| U. D. Las Zocas (Segundo Entrenador y Preparador Físico)                              | España       | 2008-2009     |
| U. D. Los Llanos (Segundo Entrenador y Preparador Físico)                             | España       | 2009          |
| Atlético Victoria (Segundo Entrenador, Preparador Físico y Entrenador Cadete Primera) | España       | 2009-2010     |
| Atlético Restinga                                                                     | España       | 2011-2012     |
| C. D. Laguna S.A.D. (Juvenil)                                                         | España       | 2012-2014     |
| C. D. Z. Esperanza                                                                    | España       | 2014-2016     |
| Futuro Soccer Academy                                                                 | Canadá       | 2016          |
| Leyi Academy                                                                          | China        | 2016-2018     |
| Willem II Sub-21                                                                      | Países Bajos | 2018-2019     |
| Willem II Sub-19                                                                      | Países Bajos | 2018-2019     |
| Willem II (Jefe de metodología)                                                       | Países Bajos | 2020-2022     |
| PSV Eindhoven (Segundo entrenador)                                                    | Países Bajos | 2022-2023     |
| Independiente Juniors                                                                 | Ecuador      | 2024          |
| Independiente del Valle                                                               | Ecuador      | 2024-presente |

## Estadísticas como entrenador
| Equipo                            | Div.  | Temporada | Liga  | Liga | Liga | Liga | Liga |       | Copa | Copa | Copa | Copa  |   | Internacional | Internacional | Internacional | Internacional | Internacional |   | Otros | Otros | Otros | Otros |   | Totales     | Totales | Totales | Totales | Totales | Totales | Totales | Totales |
| Equipo                            | Div.  | Temporada | Part. | G    | E    | P    | Pos. | Part. | G    | E    | P    | Part. | G | E             | P             | Pos.          | Part.         | G             | E | P     | Part. | G     | E     | P | Rendimiento | GF      | GC      | Dif.    |         |         |         |         |
| --------------------------------- | ----- | --------- | ----- | ---- | ---- | ---- | ---- | ----- | ---- | ---- | ---- | ----- | - | ------------- | ------------- | ------------- | ------------- | ------------- | - | ----- | ----- | ----- | ----- | - | ----------- | ------- | ------- | ------- | ------- | ------- | ------- | ------- |
| Independiente del Valle · Ecuador | 1.ª   | 2025      | 25    | 15   | 8    | 2    | -    | 1     | 1    | 0    | 0    | 10    | 4 | 3             | 3             | -             | -             | -             | - | -     | 36    | 20    | 11    | 5 | 65.75%      | 61      | 34      | +27     |         |         |         |         |
| Independiente del Valle · Ecuador | Total | Total     | 25    | 15   | 8    | 2    | -    | 1     | 1    | 0    | 0    | 10    | 4 | 3             | 3             | -             | -             | -             | - | -     | 36    | 20    | 11    | 5 | 65.75%      | 61      | 34      | +27     |         |         |         |         |
| 1. 2.                             |       |           |       |      |      |      |      |       |      |      |      |       |   |               |               |               |               |               |   |       |       |       |       |   |             |         |         |         |         |         |         |         |

#### Resumen por competencias
| Competición        | Partidos | Ganados | Empatados | Perdidos | %      | Resultado      |
| ------------------ | -------- | ------- | --------- | -------- | ------ | -------------- |
| Serie A de Ecuador | 25       | 15      | 8         | 2        | 70.67% | En disputa     |
| Copa Ecuador       | 1        | 1       | 0         | 0        | 100%   | En disputa     |
| Copa Libertadores  | 6        | 2       | 2         | 2        | 44.44% | Fase de grupos |
| Copa Sudamericana  | 4        | 2       | 1         | 1        | 58.33% | En disputa     |
| Total              | 36       | 20      | 11        | 5        | 65.75% | Sin Títulos    |

## Palmarés

### Como segundo entrenador

#### Campeonatos nacionales
| Título                        | Equipo        | País         | Año     |
| ----------------------------- | ------------- | ------------ | ------- |
| Copa de los Países Bajos      | PSV Eindhoven | Países Bajos | 2022-23 |
| Supercopa de los Países Bajos | PSV Eindhoven | Países Bajos | 2023    |